# Claude Triozon-Barbat
Pour les articles homonymes, voir Barbat.
Claude Triozon-Barbat, né le 16 décembre 1768 à Clermont-Ferrand (Puy-de-Dôme) et mort le 4 juillet 1827 à Issoire (Puy-de-Dôme), est un homme politique français.
Avocat à Issoire, maire de la ville, il est député du Puy-de-Dôme en 1815, pendant les Cent-Jours.

## Sources
- « Claude Triozon-Barbat », dans Adolphe Robert et Gaston Cougny, Dictionnaire des parlementaires français, Edgar Bourloton, 1889-1891 [détail de l’édition]